# Valentin Bontus
Valentin Bontus (Perchtoldsdorf, 1 de febrero de 2001) es un deportista austríaco que compite en vela en la clase Formula Kite.
Participó en los Juegos Olímpicos de París 2024, obteniendo una medalla de oro en la clase Formula Kite. Ganó una medalla de  en el Campeonato Mundial de Formula Kite de 2024.

## Palmarés internacional
| \| Juegos Olímpicos \| Juegos Olímpicos \| Juegos Olímpicos \| Juegos Olímpicos \| \| Año \| Lugar \| Medalla \| Clase \| \| ------------------ \| ---------------- \| ----------------- \| ---------------- \| \| 2024 \| París (Francia) \| Medalla de oro \| Formula Kite \| \| Campeonato Mundial \| \| \| \| \| Año \| Lugar \| Medalla \| Clase \| \| 2024 \| Hyères (Francia) \| Medalla de bronce \| Formula Kite \| |                  |                   |              |
| Juegos Olímpicos |                  |                   |              |
| Año | Lugar            | Medalla           | Clase        |
| 2024 | París (Francia)  | Medalla de oro    | Formula Kite |
| Campeonato Mundial |                  |                   |              |
| Año | Lugar            | Medalla           | Clase        |
| 2024 | Hyères (Francia) | Medalla de bronce | Formula Kite |